# Limnodynastes depressus
Limnodynastes depressus – gatunek płaza bezogonowego z rodziny Limnodynastidae. Występuje endemicznie w Australii – w stanie Australia Zachodnia oraz na Terytorium Północnym. Dorasta do 5,5 cm długości i cechuje się spłaszczoną głową. Do rozrodu dochodzi latem podczas pory deszczowej, a około 2000 jaj składanych jest w gnieździe pianowym w okresowych zbiornikach wodnych. Gatunek najmniejszej troski (LC) w związku z m.in. szerokim zasięgiem występowania i stosunkowo dużymi rozmiarami populacji.

## Wygląd
Średniej wielkości gatunek płaza bezogonowego – dorasta do 5,5 cm długości. Grzbiet brązowy lub brązowo-żółty pokryty ciemnobrązowymi lub oliwkowymi plamami i łatami. Brzuch biały. Palce u stop i dłoni lekko spięte błoną pławną, brak natomiast przylg. Głowa mocno spłaszczona.

## Zasięg występowania i siedlisko
Występuje wyłącznie w północnej Australii, gdzie spotykany jest od wschodniej części regionu Kimberley (Australia Zachodnia) przez rejon rzeki Victoria do dorzecza rzeki Daly (Terytorium Północne). Zasięg wynosi około 11 000 km², a płaz ten występuje na wysokościach bezwzględnych 0–200 m n.p.m. Zasiedla łąki i tereny lesiste znajdujące się w pobliżu stałych zbiorników wodnych. Całkowity rozmiar populacji szacowany jest na 10 000–50 000 osobników. Żywi się bezkręgowcami.

## Rozród
Do rozrodu dochodzi latem podczas pory deszczowej. Jaja składane są w okresowych zbiornikach wodnych na zalanych łąkach, bagnach oraz w ślepych ramionach rzeki (ang. billabongs). Około 2000 jaj składanych jest w gniazdach pianowych, z których wylęgają się złote lub szare kijanki. Do przeobrażenia dochodzi po około 8 tygodniach.

## Status
Gatunek najmniejszej troski (LC) w związku z szerokim zasięgiem występowania, potencjalnie dużymi rozmiarami populacji oraz brakiem zagrożeń zmniejszających liczebność populacji.